# Leonard Cheshire
Pour les articles homonymes, voir Cheshire.
Geoffrey Leonard Cheshire, né le 7 septembre 1917 et mort le 31 juillet 1992, est un militaire britannique, ayant servi dans la Royal Air Force durant la Seconde Guerre mondiale. Il devient philanthrope après la guerre.
Il fut le plus jeune colonel de la RAF et un des pilotes les plus décorés de la guerre. Il reçut la Victoria Cross, la plus haute et plus prestigieuse récompense qui puisse être attribuée à un membre des forces armées britanniques ou du Commonwealth, pour bravoure face à l'ennemi. Le prestige dont il jouissait au sein de la RAF était tel qu'il fut désigné comme observateur officiel de l’état-major britannique à bord d'un des trois Boeing B-29 qui participèrent à l'attaque atomique sur Nagasaki.
Après la Seconde Guerre mondiale, il quitte l'armée en 1946. Il fonde un hospice, s'investit dans des œuvres caritatives, et s'engage dans la résolution des conflits. Il est élevé Baron Cheshire en 1991, en reconnaissance de son travail caritatif.

## Jeunesse

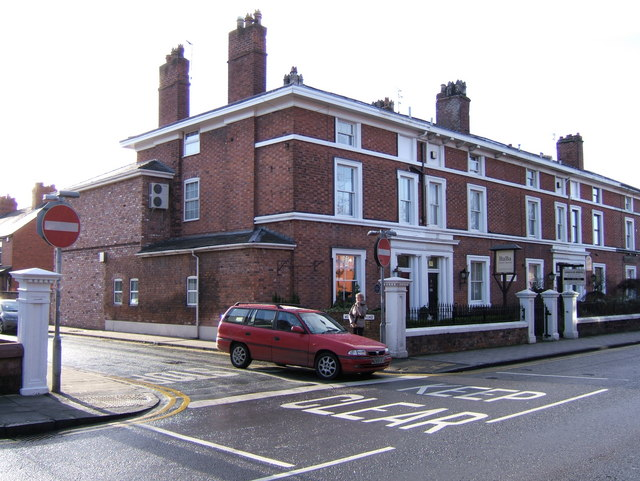
La maison de Cheshire à Chester, une plaque bleue signale le lieu où il est né.

Leonard Cheshire est le fils de Geoffrey Chevalier Cheshire, docteur en loi civile, avocat, écrivain influent en législation anglaise. Il a eu un frère, Christopher Cheshire, aussi pilote pendant la guerre.
Cheshire est né à Chester, mais a été élevé près d'Oxford. Il est scolarisé à Oxford, à la Dragon School, Stowe School et au Merton College. À Oxford, il est ami avec John Niel Randle.
Il accomplit un stage dans une famille en Allemagne à Potsdam, en 1936 et assiste au rallye Adolf Hitler. Cheshire refuse alors d'effectuer le salut nazi.
Il est diplômé en jurisprudence en 1939.

## Carrière militaire
Après avoir suivi un entraînement de base avec l'escadron aérien de l'université d'Oxford, et après la déclaration de guerre de la Seconde Guerre mondiale, Cheshire rejoint la Royal Air Force comme pilote officier. Il est d'abord affecté en juin 1940 à l'escadron no 102 de la RAF, volant sur Armstrong Whitworth Whitley, un bombardier moyen, basé à RAF Driffield (en). En novembre 1940, Cheshire reçoit la Croix des services distingués aériens (DFC) pour avoir ramené à la base son bombardier sérieusement endommagé.
En janvier 1941, Cheshire achève son premier tour d'opérations et se porte volontaire immédiatement pour un deuxième tour. Il est affecté à l'escadron no 35 de la RAF, doté du nouveau quadrimoteur Handley Page Halifax et termine sa deuxième campagne au début de 1942 avec le grade de Squadron Leader (chef d'escadron). Les Britanniques ont été renforcés par l'entrée en guerre des États-Unis (après le bombardement de Pearl Harbor en décembre 1941), Il retourne en opérations en août 1942 comme officier commandant l'escadron no 76. Il sera à l'origine d'améliorations du matériel,. La stratégie des Alliés a changé après la nomination en février 1942, d'un nouveau commandant en chef du Bomber Command, le maréchal en chef de l'Air, Sir Arthur Travers Harris.
En mission, il obtiendra la reconnaissance de son équipage qui se surnommera "les chats de Cheshire" (Cheshire cats) en référence au personnage du célèbre roman de Lewis Carroll, Alice au pays des merveilles. Le projet Millennium est né sa mission est de faire voler mille bombardiers contre une seule cible. Les villes allemandes sont frappées le Bombardement de Cologne, c'était le premier raid allié puis suivront Bombardement de Lübeck, et Hambourg Opération Gomorrhe, ces équipages étant dirigé par un instructeur, dont Cheshire lui-même puis faisait partie de l'équipe au sol de Cheshire. la mission a été saluée comme un succès. Churchill enverra plus tard à Arthur «Bomber» Harris, une note de félicitations.
En 1943, Cheshire publie un récit de ses premières opérations, Bomber Pilot (pilote de bombardier), qui raconte ses missions accomplies à partir de la base de Driffield et son retour à la base avec un bombardier sérieusement touché ("N for Nuts"). Dans son livre, il ne fait pas mention de la décoration reçue (DSO) mais fait part du courage d'un membre de son équipage, gravement brûlé.

### Escadron No. 617
Cheshire devient commandant de station (Station Commander) à RAF Marston Moor (en) en mars 1943. C'est alors le plus jeune colonel de l'armée de l'air de la RAF. Comme le poste ne lui plaît guère, il souhaite retourner à un commandement opérationnel. Il obtient le poste de commandant du légendaire escadron no 617 Dambusters (les Briseurs de barrages) en septembre 1943.
Un matin, avant un raid planifié de l'escadron 617 sur Siracourt, un North American P-51 Mustang arrive à l'improviste à Woodhall Spa, c'est un cadeau de ses admirateurs de l'United States Army Air Force, 8th Air Force. Il détruira un dépôt de missiles V1 avec cet appareil.

### Victoria Cross
Cheshire arrive à la fin de son quatrième tour d'opérations en juillet 1944, après avoir accompli un total de 102 missions, quand il est récompensé de la Victoria Cross. Sa citation témoigne de la totalité de sa carrière opérationnelle :
« Pendant les quatre années d'une amère adversité, il a su présenter un modèle exceptionnel de réussite personnelle, les opérations menées avec succès sont le résultat d'une préparation des plus poussées. La brillante exécution et le suprême mépris du danger – par exemple, il mène son Mustang dans de lentes « figures de huit », au-dessus d'une cible difficile à voir à cause de nuages bas, de façon à se comporter comme un guide pour les bombardements qui vont suivre par son escadron. Cheshire a montré le courage et la détermination d'un chef exceptionnel. ».
Une mention spéciale est également attribuée pour un raid sur Munich les 24-25 avril 1944, pour avoir atteint sa cible sur un Mosquito, à basse altitude.
Quand Cheshire se rend au palais de Buckingham pour recevoir sa Victoria Cross de la part du roi George VI, il est accompagné par le sergent Norman Jackson qui doit recevoir la même distinction. Cheshire insiste pour qu'ils approchent le roi ensemble, en dépit de la différence de grade.

### Dernières opérations

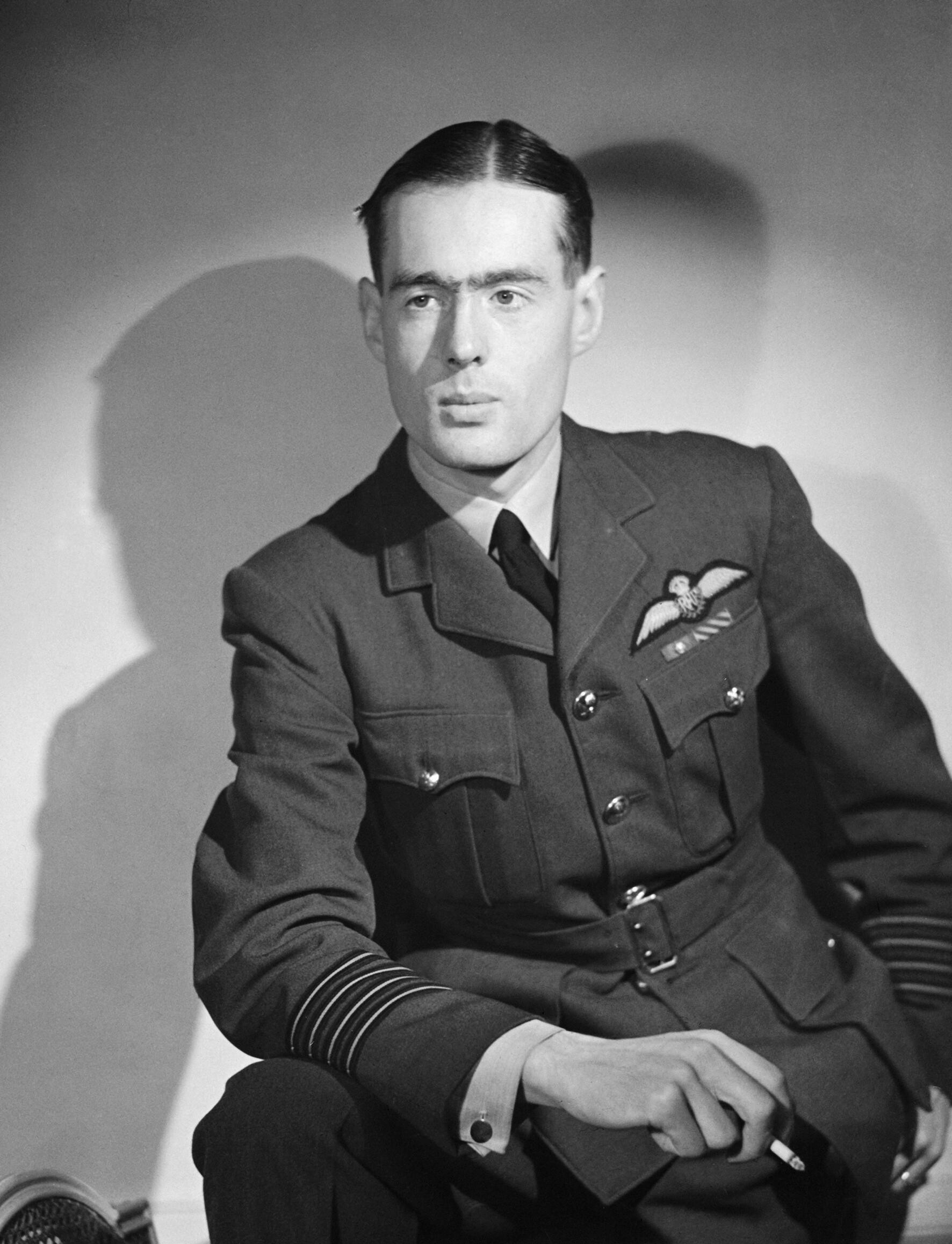
Cheshire en 1945.

Une des missions de Cheshire était de larguer les nouvelles bombes à pénétration profonde, de 5 400 kg "Tallboy" pour détruire les super-canons V3 installés dans des bunkers souterrains, près de Mimoyecques dans le Pas-de-Calais, au nord de la France. Ces canons pouvaient lancer des obus de 500 livres sur Londres toutes les minutes. Ils étaient très bien protégés par une couche de béton. Il était l’un des édifices les plus impressionnants imaginé par Hitler puis a été l'une des armes de vengeance. Le raid était prévu pour détruire les canons par le dessous, en lançant les bombes tout près du béton. Bien que les résultats aient été considérés comme valables dans un premier temps, des évaluations plus tardives les révélèrent largement inefficaces. L’opération menée mettra ainsi fin à une grande menace pour tous les Londoniens. La forteresse de Mimoyecques, sera après plusieurs rapports d’inspection et sur les ordres de Winston Churchill, la Forteresse sera dynamitée en mai 1945 pour qu’elle ne puisse plus à l’avenir être à nouveau utilisée comme base militaire.
Cheshire est à cette époque en même temps le plus jeune colonel de l'armée de l'air et, à la suite de sa croix de Victoria, le plus décoré.
Lors de sa 103e mission, le 9 août 1945, Cheshire est choisi par Winston Churchill, puis est le représentant de l'État-major britannique à bord du bombardier Big Stink dont le rôle était d'assurer des prises de vue de l'explosion et d'analyser les effets de la bombe nucléaire sur Nagasaki. Les Bombardements atomiques d'Hiroshima et de Nagasaki, sonneront avec la Capitulation du Japon le 2 septembre 1945 à bord de l'USS Missouri (BB-63).

## Après guerre
Cheshire a été élevé chrétiennement par l'église anglicane mais il a perdu la foi. En 1945, dans le Vanity Fair club à Mayfair, il tient une conversation concernant la religion. "C'est absurde", dit-il, "de croire que Dieu existe. L'homme a inventé Dieu pour expliquer la voix de la conscience...".
Après la guerre, Joan Botting (veuve du pilote des Dam Busters, Norman Botting) a vécu avec Cheshire à la « Colonie VIP » (pour Vade in Pacem – Allez en Paix). Il y établit - pour les vétérans et les veuves de guerre à Gumley Hall, Leicestershire – une des nombreuses entreprises qu'il lance après avoir quitté la RAF en 1946. Joan le suit à Le Court, près de Petersfield, Hampshire (un établissement que Cheshire a acheté à sa tante) où, avec trois de ses enfants, Joan prend en charge la nurserie (Joan n'est pas mentionnée dans "The Face of Victory"). Cheshire et Joan Botting pratiqueront différentes religions, de l'Église adventiste du septième jour aux Méthodistes jusqu'à "High Anglo-Catholic" – mais aucune ne leur apportera les réponses qu'ils cherchent. Le but de Cheshire quand il crée la « VIP Colony » est de fournir une chance pour les anciens militaires et leurs familles de vivre ensemble, chacun contribuant à la collectivité selon ses moyens, pour les aider à retourner à la vie civile. La communauté, cependant, ne prospère guère et le projet prend fin en 1947.

## Vie de charité
En 1948, Cheshire fonde l'organisme appelé Leonard Cheshire Disability (en), qui fournit de l'aide aux personnes en difficulté partout dans le monde,.
Cheshire passera le reste de sa vie à aider les nécessiteux, tout en s'impliquant dans la résolution des conflits.
D'autres organisations de Leonard Cheshire :
- La Ryder-Cheshire Foundation[21], créée par Leonard Cheshire et sa femme Sue Ryder à l'époque de leur mariage, en 1959. Elle agit dans deux directions : la réhabilitation de personnes exclues à travers d'ENRYCH [22] et la prévention et le traitement de la tuberculose, avec Target Tuberculosis[23].

- En 1953, Cheshire fonde le Raphael Pilgrimage pour emmener à Lourdes des personnes malades ou exclues[24].

## Retour àNagasaki
En 1985, Cheshire figure dans un documentaire titré Nagasaki – Return Journey,.

## Vie privée
Le 15 juillet 1941, Cheshire se marie avec l'actrice américaine Constance Binney, de 21 ans plus âgée que lui. Ils divorcent en janvier 1951.
Le 5 avril 1959, dans la cathédrale de Bombay, il épouse Sue Ryder, humanitaire. Avec la baronne Ryder, ils sont un des rares couples à posséder chacun un titre de noblesse personnel. Ils ont deux enfants, Jeromy et Elizabeth Cheshire, qui vivent à Cavendish (Suffolk).

## Mort
Cheshire est mort de la maladie de Charcot, à 74 ans, le 31 juillet 1992.

## Honneurs
- Cheshire est la vedette dans This Is Your Life, en 1960, quand il est abordé par Eamonn Andrews au centre de Londres.
- Le 17 juillet 1991, Cheshire devient membre de la Chambre des lords, Baron Cheshire de Woodhall dans le comté du Lincolnshire[13],[28].
- Élisabeth II lui accorde un revenu, lors de son message royal de Noël, en décembre 1992.
- En 2002, la BBC classe les 100 Greatest Britons. Cheshire atteint la 31e position. Sa croix de Victoria est exposée à l'Imperial War Museum de Londres.
- Une maison du Xavier College, une école privée de Melbourne, en Australie, porte son nom. Le collège Saint-Ignatius, une école privée de Sydney, en Australie, a aussi un bâtiment qui s'appelle Cheshire.
- Leonard Cheshire est cité dans l'album de Roger Waters, The Wall – Live in Berlin. Un des premiers membres des Pink Floyd, Roger Waters a décrit Cheshire comme "le seul vrai chrétien que j'aie jamais rencontré."

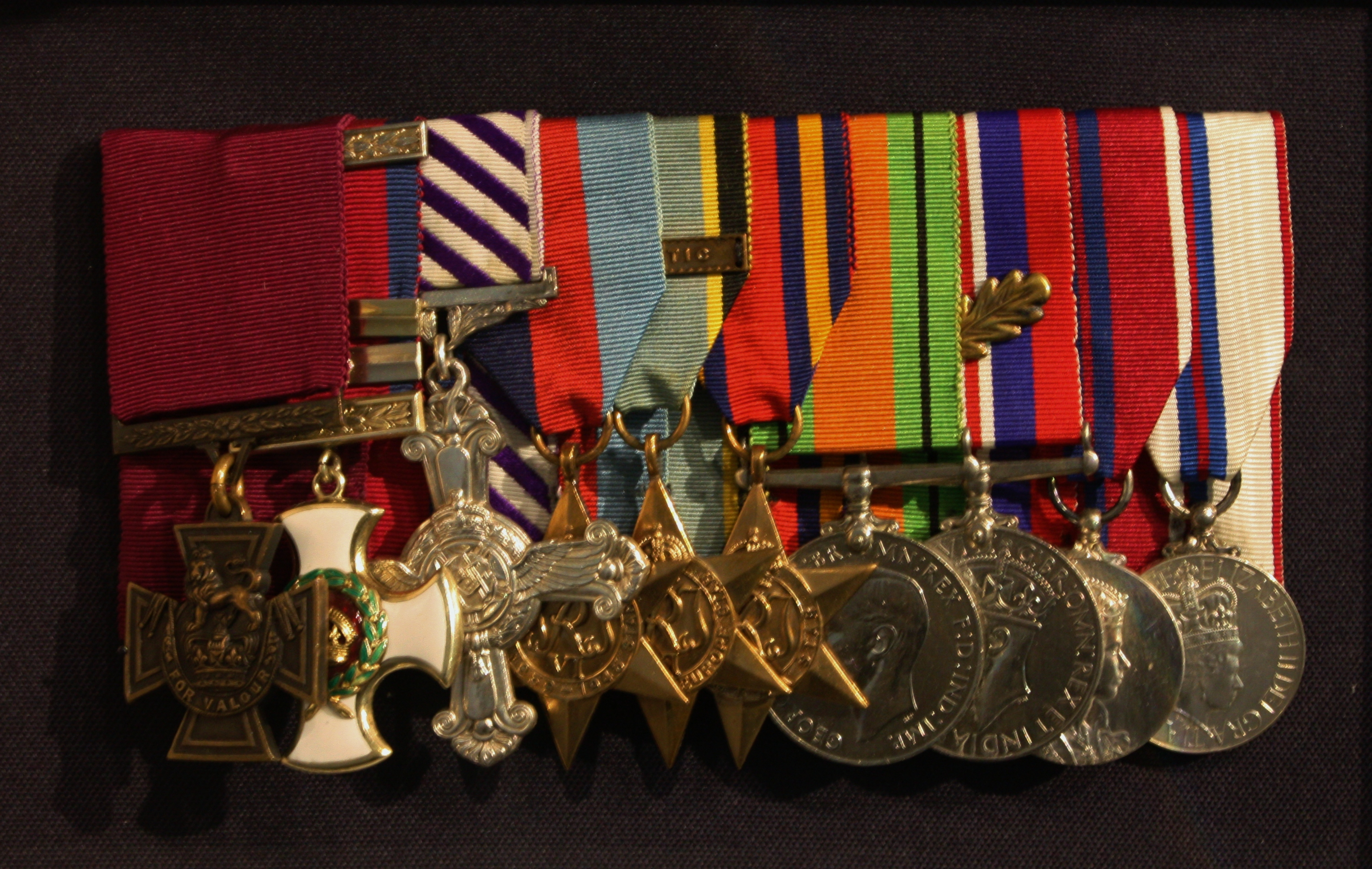
Les médailles de Cheshire à l'Imperial War Museum.

|  | Croix de Victoria (VC)                                                          | Juillet 1944           |
|  | Membre de l'Ordre du Mérite (OM)                                                | 1981                   |
|  | Companion of the Distinguished Service Order avec deux barrettes (DSO & 2 Bars) |                        |
|  | Distinguished Flying Cross (DFC)                                                |                        |
|  | 1939-45 Star                                                                    |                        |
|  | Air Crew Europe Star                                                            | avec agrafe Atlantique |
|  | Burma Star                                                                      |                        |
|  | Defence Medal 1939-45                                                           |                        |
|  | Médaille 1939–1945 avec palme.                                                  |                        |
|  | Médaille du couronnement d'Élisabeth II                                         | 1953                   |
|  | Médaille d'argent du jubilé d'Élisabeth II                                      | 1977                   |

## Publications de Leonard Cheshire
- Bomber Pilot. London: Hutchinson & Co, 1943; St. Albans, Herts, UK: Mayflower, 1975.  (ISBN 0-583-12541-7); Londres, Goodall Publications  (ISBN 0-907579-10-8)
- The Holy Face: An Account of the Oldest Photograph in the World (16-page pamphlet). Newport, Monmouthshire, UK: R. H. Johns, 1954.
- Pilgrimage to the Shroud. Londres, Hutchinson & Co, 1956.
- The Story of the Holy Shroud. Associated Television Ltd: ATV Library, 1957. Text of broadcast.
- The Face of Victory. Londres, Hutchinson & Co, 1961.
- Death (22-page pamphlet). Londres, Catholic Truth Society, 1978.
- The Hidden World: An Autobiography and Reflections by the Founder of the Leonard Cheshire Homes. Londres, Collins, 1981.  (ISBN 0-00-626479-4).
- The Light of Many Suns: The Meaning of the Bomb. Londres, Methuen, 1985.  (ISBN 0-413-59240-5)
- Where Is God in All This? (Interview by Alenka Lawrence). Slough, Berks, UK: St Paul Publications, 1991.  (ISBN 0-85439-380-3)
- Crossing the Finishing Line: Last Thoughts of Leonard Cheshire VC (Edited by Reginald C. Fuller). Londres, St. Pauls, 1998.  (ISBN 0-85439-527-X).